# Elisabeth Vlamyncx
Elisabeth Vlamyncx (Ninove, 1534 - Gent, 23 december 1595) was een slachtoffer van de heksenvervolging in Europa. Krachtens een vonnis van de Raad van Vlaanderen werd ze in Gent op het Sint-Veerleplein in 1595, twee dagen voor Kerstmis, levend verbrand.

## Hogere klasse
Elisabeth Vlamyncx stamde uit een achtenswaardige familie van notabelen met ambtsdragers in de kerkelijke en wereldlijke overheid. Elisabeth had een zoon Pieter die kanunnik in Kassel (Frankrijk) was. Haar echtgenoot, Ghysbercht Ghuens, was eerste schepen van Ninove en haar schoonzoon was luitenant-hoogbaljuw. Ze had twee broers met belangrijke functies in de steden Veurne en Ieper.
Anna Goossens, een Ninoofse vrouw die gefolterd werd omdat ze verdacht werd van hekserij, verklaarde op 20 augustus 1595 dat Elisabeth Vlamyncx samen met Elisabeth van Steenstraete deelgenomen had aan de heksensabbat. Elisabeth van Steenstraete werd daarop onmiddellijk aangehouden maar Elisabeth Vlamyncx eerst niet, ongetwijfeld wegens haar betere afkomst en haar relaties. De familie deed meteen ook al het mogelijke om haar arrestatie af te wenden. Een kartuizer uit Herne en een augustijn uit Edingen moesten ervoor zorgen dat Anna Goossens haar beschuldiging introk. Aanvankelijk deed Anna dat ook maar bij een nieuwe pijniging herhaalde ze haar beschuldiging. Toen Elisabeth Vlamyncx dat vernam, sloeg ze op de vlucht. Haar echtgenoot zorgde voor een onderkomen in het begijnhof van Gent. Nadien dook Elisabeth onder in Ieper waar haar broer, officiaal van het bisdom Ieper, haar verborgen hield. De Ninoofse schepenen ondernamen niets om Elisabeth te vinden, uit ontzag voor haar echtgenoot, hun collega en eerste schepen van de stad.
Verontwaardigd over het feit dat zijn vrouw, Elisabeth van Steenstraete, werd vervolgd en de vrouw van de schepen niet, klaagde Laurent van Keyel dit aan bij de Raad van Vlaanderen. De Raad besliste dat Elisabeth Vlamyncx aangehouden moest worden. De bisschop van Ieper kreeg een aanmaning. Ondanks de bescherming van het kerkelijke gezag moest Elisabeth Vlamyncx worden uitgeleverd. Op 25 oktober 1595 werd ze opgesloten in het Gravensteen van Gent.

## Foltering

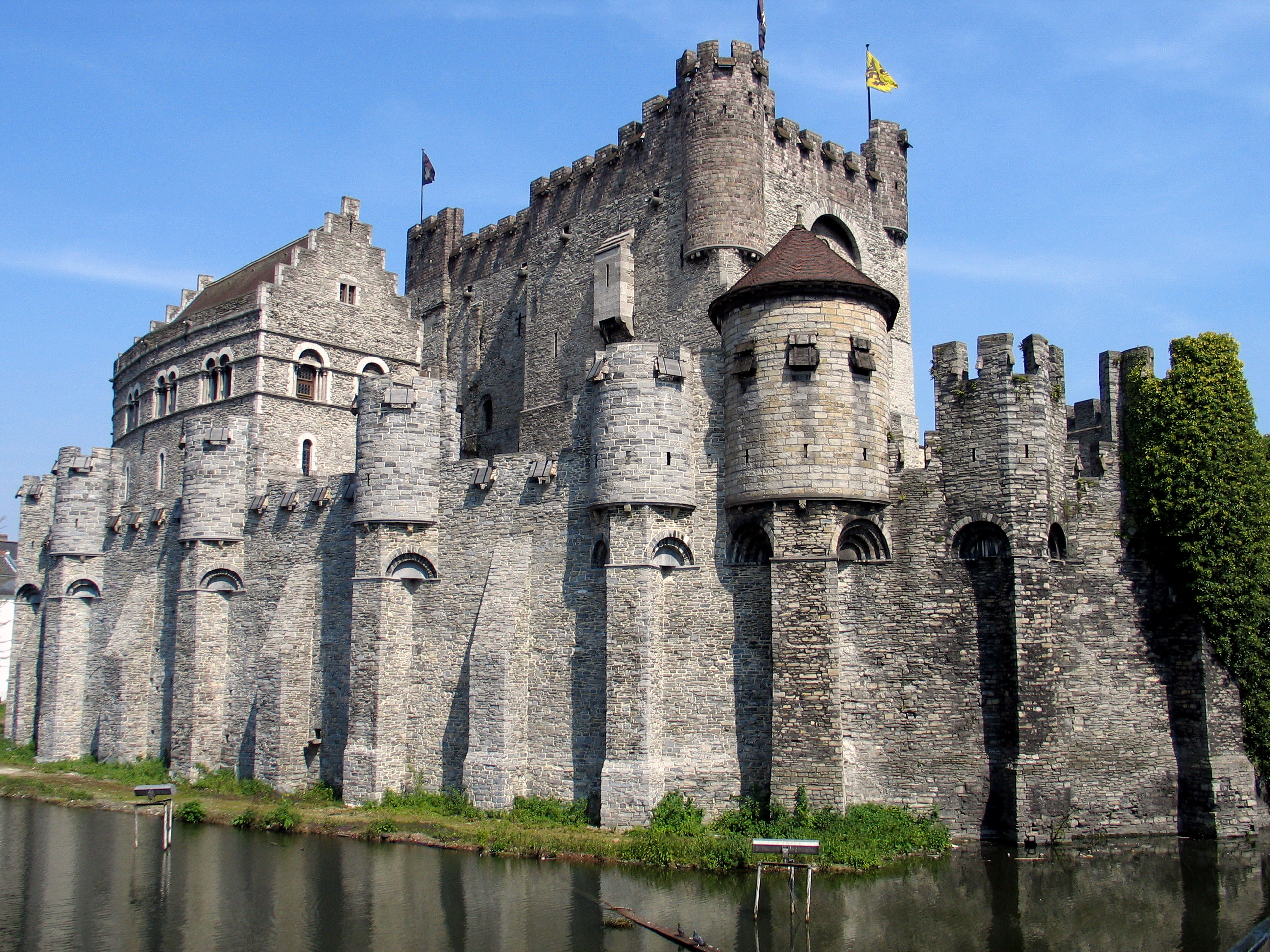
Het Gravensteen te Gent, waar Elisabeth Vlamyncx opgesloten en gefolterd werd

Tijdens het eerste verhoor was Elisabeth Vlamyncx zeer strijdlustig. Ze kondigde aan dat ze niets zou bekennen 'totte laetste druepel bloets, als van gheene dansinghe (sabbat), noch tooverie, wetende te spreken'. Op 2 november werd Elisabeth ontkleed en geschoren. Baudewijn Waelspeck, de Gentse beul, vond twee duivelsmerken op haar lichaam. Omdat ze heel de tijd niet wilde bekennen werd Elisabeth drie dagen en nachten na elkaar gefolterd. Ze werd met koorden uitgerekt, kreeg een natte doek op haar neus en mond waardoor zij niet meer kon ademen en meende te zullen stikken. Ze werd verhinderd te slapen, gegeseld en voor een hoog oplaaiend vuur gezet. Op 5 november brak haar weerstand. Ze gaf toe 'ghemeenschap te maecken' met de duivel en dat ze genoten had van seks met de duivel.
Zie voor de vragen en antwoorden tijdens het proces : https://www.slideshare.net/slideshow/elisabeth-vlamyncx-van-ninove-de-beroemdste-heks-van-vlaanderen-9ec4/270477026
De Raad van Vlaanderen veroordeelde Elisabeth Vlamyncx tot de vuurdood op het Sint-Veerleplein in Gent 'an eenen staeck metten viere’. Als bijzondere gunst voor haar familie mocht het restant van haar lichaam worden begraven in het Gentse augustijnenklooster.
Wegens de hoge status van de beschuldigde zorgde dit heksenproces voor grote beroering in het graafschap Vlaanderen.